# Pico Charuto
Pico Charuto ist ein Gipfel auf der Insel São Tomé im Inselstaat São Tomé und Príncipe.

## Geographie
Der Pico Charuto ist einer Gipfel im zentralen Bergmassiv. Im Umfeld liegen die Gipfel Pinheiro (N, 1306 m), Pico Ana de Chaves (O, 887 m), Calvário (NO, 1225 m), und natürlich der Pico de São Tomé (NW, 2024 m).